# Olympische Winterspiele 2022/Teilnehmer (Bosnien und Herzegowina)
| Gelbes Symbol für Goldmedaillen mit stilisierten Olympischen Ringen | Graues Symbol für Silbermedaillen mit stilisierten Olympischen Ringen | Braundes Symbol für Bronzemedaillen mit stilisierten Olympischen Ringen |
| ------------------------------------------------------------------- | --------------------------------------------------------------------- | ----------------------------------------------------------------------- |
| —                                                                   | —                                                                     | —                                                                       |

Bosnien und Herzegowina nahm an den Olympischen Winterspielen 2022 in Peking zum achten Mal in seiner Geschichte an Olympischen Winterspielen teil. Je drei Sportler jedes Geschlechts wurden vom Olimpijski Komitet Bosne i Hercegovine nominiert.

## Teilnehmer nach Sportarten

### Rennrodeln
| Athlet          | Wettbewerb | Lauf 1   | Lauf 1 | Lauf 2   | Lauf 2 | Lauf 3   | Lauf 3 | Lauf 4        | Lauf 4        | Gesamt       | Gesamt |
| Athlet          | Wettbewerb | Zeit     | Rang   | Zeit     | Rang   | Zeit     | Rang   | Zeit          | Rang          | Zeit         | Rang   |
| --------------- | ---------- | -------- | ------ | -------- | ------ | -------- | ------ | ------------- | ------------- | ------------ | ------ |
| Männer          |            |          |        |          |        |          |        |               |               |              |        |
| Mirza Nikolajev | Einsitzer  | 61,667 s | 33     | 62,507 s | 34     | 61,175 s | 33     | ausgeschieden | ausgeschieden | 3:05,349 min | 34     |

### Ski Alpin
| Athleten            | Wettbewerbe  | 1. Lauf     | 1. Lauf | 2. Lauf       | 2. Lauf       | Gesamt        | Gesamt        |
| Athleten            | Wettbewerbe  | Zeit        | Rang    | Zeit          | Rang          | Zeit          | Rang          |
| ------------------- | ------------ | ----------- | ------- | ------------- | ------------- | ------------- | ------------- |
| Frauen              |              |             |         |               |               |               |               |
| Esma Alić           | Riesenslalom | DSQ         | DSQ     | ausgeschieden | ausgeschieden | ausgeschieden | ausgeschieden |
| Esma Alić           | Slalom       | 1:01,72 min | 50      | 1:02,93 min   | 45            | 2:04,65 min   | 45            |
| Elvedina Muzaferija | Abfahrt      | —           | —       | —             | —             | DNF           | DNF           |
| Elvedina Muzaferija | Super-G      | —           | —       | —             | —             | 1:15,79 min   | 25            |
| Elvedina Muzaferija | Kombination  | 1:35,89 min | 20      | DNF           | DNF           | ausgeschieden | ausgeschieden |
| Männer              |              |             |         |               |               |               |               |
| Emir Lokmić         | Riesenslalom | 1:08,00 min | 29      | DNF           | DNF           | ausgeschieden | ausgeschieden |
| Emir Lokmić         | Slalom       | 58,86 s     | 35      | 53,94 s       | 27            | 1:52,80 min   | 27            |

### Skilanglauf
| Athleten       | Wettbewerbe       | Zeit        | Rang |
| -------------- | ----------------- | ----------- | ---- |
| Frauen         |                   |             |      |
| Sanja Kusmuk   | 30 km Freier Stil | DNS         | DNS  |
| Männer         |                   |             |      |
| Strahinja Erić | 15 km Klassisch   | 48:38,3 min | 87   |
| Strahinja Erić | 50 km Freier Stil | 1:21:07,6 h | 52   |

| Athleten       | Wettbewerbe     | Qualifikation | Qualifikation | Viertelfinale | Viertelfinale | Halbfinale    | Halbfinale    | Finale        | Finale        | Rang |
| Athleten       | Wettbewerbe     | Zeit          | Rang          | Zeit          | Rang          | Zeit          | Rang          | Zeit          | Rang          | Rang |
| -------------- | --------------- | ------------- | ------------- | ------------- | ------------- | ------------- | ------------- | ------------- | ------------- | ---- |
| Frauen         |                 |               |               |               |               |               |               |               |               |      |
| Sanja Kusmuk   | Sprint Freistil | 4:27,99 min   | 90            | ausgeschieden | ausgeschieden | ausgeschieden | ausgeschieden | ausgeschieden | ausgeschieden | 90   |
| Männer         |                 |               |               |               |               |               |               |               |               |      |
| Strahinja Erić | Sprint Freistil | 3:03,05 min   | 59            | ausgeschieden | ausgeschieden | ausgeschieden | ausgeschieden | ausgeschieden | ausgeschieden | 59   |